# Vulturu (Costanza)
Vulturu è un comune della Romania di 746 abitanti, ubicato nel distretto di Costanza, nella regione storica della Dobrugia.